# لوري ميس
لوري ميس (بالإنجليزية: Lowry Mays)‏ هو شخصية أعمال أمريكي، ولد في 24 يوليو 1935 في مقاطعة هاريس في الولايات المتحدة.

## وصلات خارجية
- لوري ميس على موقع إن إن دي بي (الإنجليزية)